# 원숭이올빼미

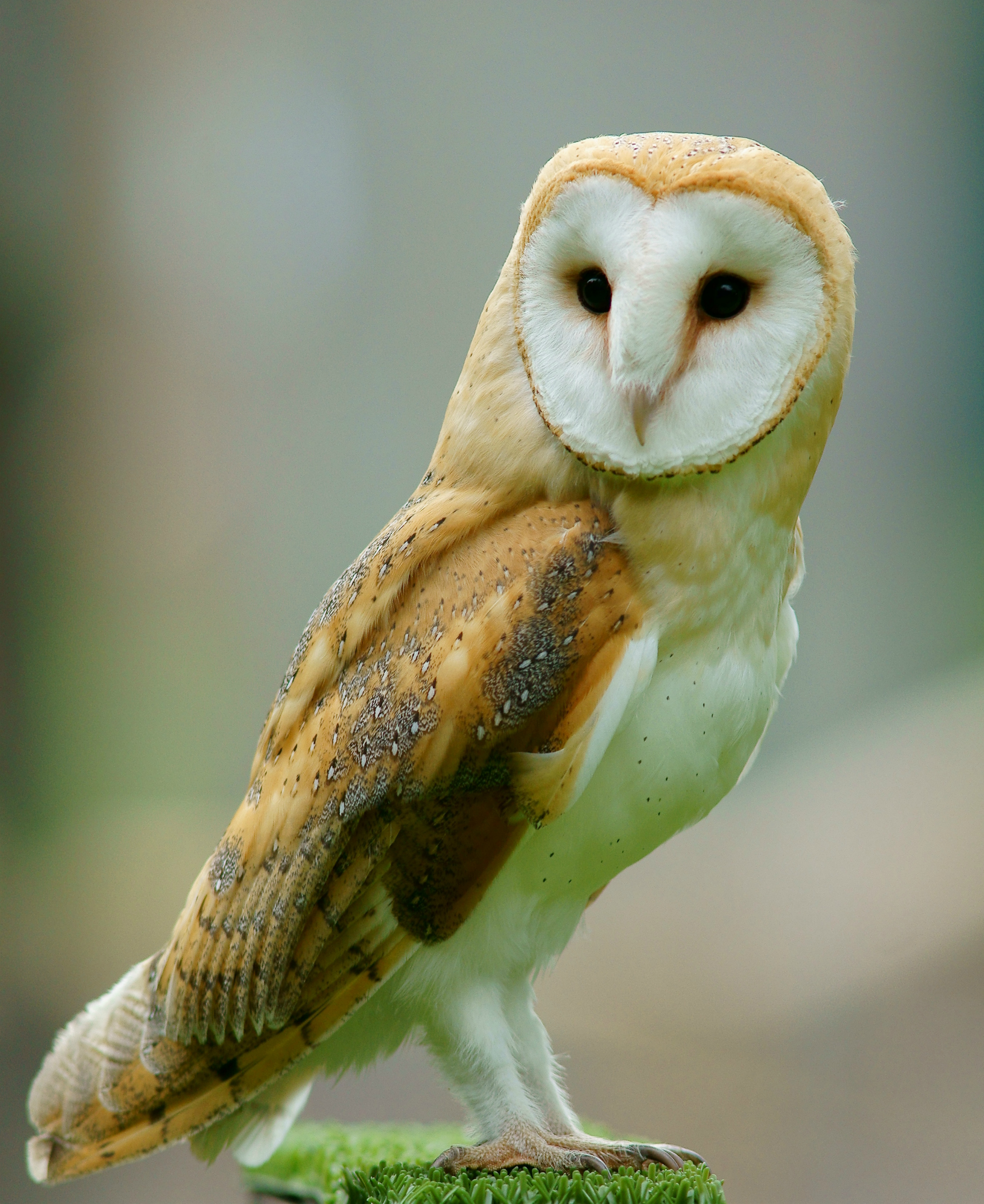
잉글랜드의 원숭이올빼미

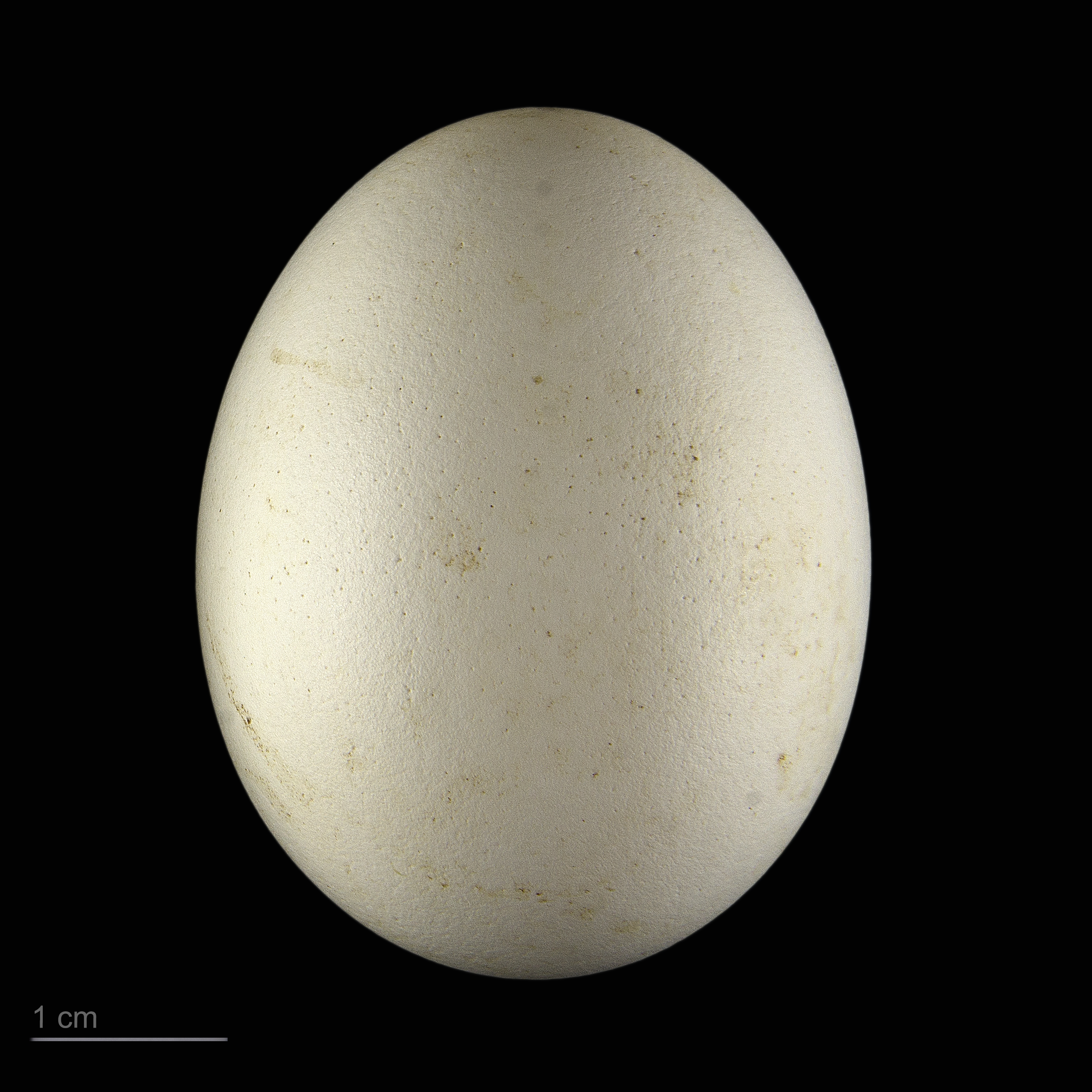
Tyto alba guttata

원숭이올빼미(barn owl, Tyto alba) 가면올빼미 또는 외양간올빼미는 전 세계에서 가장 널리 퍼져있는 새들 가운데 한 종류 이자 가장 널리 분포된 올빼미 종이다. 가면올빼미과(barn-owl, Tytonidae), 올빼미과와는 구별된다. 극지, 사막 지역, 알프스-히말라야 조산대의 아시아 북부, 인도네시아 대부분과 일부 태평양 제도를 제외하고 전 세계 거의 대부분 지역에서 볼 수 있다.

## 참고 문헌
- Bruce, M. D. (1999). 〈Family Tytonidae (Barn-owls)〉.   del Hoyo, J.; Elliott, A.; Sargatal, J. 《Handbook of Birds of the World, Volume 5: Barn-owls to Hummingbirds》. Lynx Edicions. ISBN 84-87334-25-3.